# 南台灣客運
南台灣汽車客運股份有限公司（英語：South Taiwan Bus，簡稱南台灣客運）是一家由屏東客運、南投客運、台灣租車等公司共同籌組而成，第一家設立於高雄市的民營市區客運業者，主要行駛高雄市公車。

## 簡介
南台灣客運營運初期，車輛由上述三家公司調派，車輛外觀第一代塗裝以白色系搭配紅色波斯菊。2008年3月，開始行駛高雄市區公車及高雄捷運接駁公車。並於2024年8月底完成所有高雄市公車路線配車汰換為低地板公車。

## 站場資訊
| 站名     | 備註                               |
| -------- | ---------------------------------- |
| 高楠總部 |                                    |
| 加昌站   | 與港都客運共用                     |
| 建軍站   | 與港都客運、高雄客運及東南客運共用 |

## 營運路線
| 市區路線公車                                                                     |                                                                  | | | |
| 路線編號                                                                         | 起站                                                             | 經由 | 訖站 | 備註 |
| ３                                                                               | 高鐵左營站 HSR Zuoying Station                                   | 高雄榮民總醫院 文藻外語大學 | 鼓山凹子底森林公園 Gushan Auzihdi Forest Park                                                               | - 由警廣站（高雄分臺）發車。 - 經捷運巨蛋站。 - 經三民家商。 - 每日 17：00~20：40 不停靠三民家商、捷運巨蛋站（左營裕誠路）、富民路口； 改停靠鼓山文信路口、捷運巨蛋站（左營篤敬路口）、立文路。                           |
| １６Ａ １６Ｂ                                                                    | 高鐵左營站 HSR Zuoying Station                                   | 南屏路 １６Ｂ | 國立高雄科技大學建工校區 National Kaohsiung University of Science and Technology（Jiangong Campus）         | - 由警廣站（高雄分臺）發車。 - 經捷運巨蛋站。 - 經三民家商、立志中學、高雄高工。 - A 線：每日 17：00~21：50 不停靠三民家商、捷運巨蛋站（左營裕誠路）、富民路口； 改停靠鼓山文信路口、捷運巨蛋站（左營篤敬路口）、立文路。 |
| ２８                                                                             | 加昌站 Jiachang Station                                          | 楠梓區公所 臺鐵楠梓站 高雄榮民總醫院 文藻外語大學 高雄醫學大學 臺鐵三塊厝站 | 高雄車站（建國路） TRA Kaohsiung Station（Jianguo Rd.）                                                     | - 經捷運楠梓科技園區站、後勁站。 - 經高雄高中。 - 平常日 06:25 由高雄車站發車開往加昌站。 |
| ９０ 民族幹線 90 Minzu Main Line                                                 | 高鐵左營站 HSR Zuoying Station                                   | 文藻外語大學 高雄市政府（四維行政中心） | 捷運三多商圈站 MRT Sanduo Shopping District Station                                                         | - 經捷運信義國小站。 - 經新莊高中、復華中學。 |
| ２４８                                                                           | 建軍站（捷運衛武營站） Jianjyun Station（MRT Weiwuying Station） | 國軍高雄總醫院（捷運衛武營站） ２４８ 新興區公所（捷運信義國小站） ２４８ 高雄車站（建國路） 中央健康保險署 高屏業務組 ２４８ 高雄市立歷史博物館 ２４８ 國立中山大學（隧道口） | 鼓山輪渡站 Gushan Ferry Pier                                                                                | - 經捷運苓雅運動園區站、五塊厝站、文化中心站、信義國小站、前金站、哈瑪星站。 - 經輕軌凱旋公園站、駁二蓬萊站、哈瑪星站。 - 經中正高中、高雄高中。                                                                          |
| ２４８ 區間 248 Interval                                                         | 高雄車站（建國路） TRA Kaohsiung Station（Jianguo Rd.）          | 國軍高雄總醫院（捷運衛武營站） ２４８ 新興區公所（捷運信義國小站） ２４８ 高雄車站（建國路） 中央健康保險署 高屏業務組 ２４８ 高雄市立歷史博物館 ２４８ 國立中山大學（隧道口） | 鼓山輪渡站 Gushan Ferry Pier                                                                                | - 經捷運前金站、鹽埕埔站、哈瑪星。 - 經輕軌真愛碼頭站、駁二蓬萊站、哈瑪星站。 - 經高雄高中、高雄女中。 |
| ３０１                                                                           | 加昌站 Jiachang Station                                          | 臺鐵新左營站 左營區公所 左營南站 臺鐵左營（舊城）車站 臺鐵三塊厝站 ３０１ | 高雄車站（建國路） TRA Kaohsiung Station（Jianguo Rd.）                                                     | - 經捷運都會公園站、後勁站、油廠國小、世運站、巨蛋站、凹子底、後驛站。 - 經中山大學附中、左營高中、海青工商、三民家商、高雄高中。                                                                                         |
| ３０１ 區間 301 Interval                                                         | 加昌站 Jiachang Station                                          | 臺鐵新左營站 左營區公所 左營南站 臺鐵左營（舊城）車站 臺鐵三塊厝站 ３０１ | 左營博愛路口（漢神巨蛋） Xinzuoying Boai Rd. Intersection（Hanshin Arena）                                  | - 經捷運都會公園站、後勁站、油廠國小、世運站。 - 經中山大學附中、左營高中、海青工商。 |
| 綠１ Green 1                                                                     | 輕軌衛生局站 LRT Department of Health Station                    | 輕軌凱旋公園站（高雄市立凱旋醫院） 國立高雄師範大學（和平校區） 中正高工（國軍高雄總醫院高雄門診中心） 高雄市立圖書館                                                          | 捷運三多商圈站 MRT Sanduo Shopping District Station                                                         | - 經捷運獅甲站。 - 經輕軌凱旋二聖站、高雄展覽館站。 |
| 圖示 １６Ｂ ：表示標示站點僅１６Ｂ路線停靠，未標示站點為路線共同停靠站。         |                                                                  | | | |
| 捷運接駁公車                                                                     |                                                                  | | | |
| 路線編號                                                                         | 起站                                                             | 經由 | 訖站 | 備註 |
| 紅２９ Red 29                                                                    | 捷運後驛站 MRT Houyi Station                                     | 高雄醫學大學 | 高雄市立陽明國民小學 Kaohsiung Municipal Yang Ming Elementary School                                        | - 經育英醫專。 |
| 紅３３ 明誠幹線 Red 33 Mingcheng Main Line                                       | 左營先勝路口 Zuoying Siansheng Rd. Intersection                  | 左營南站（去程） 臺鐵美術館站 高雄市立美術館 台灣高等法院（高雄分院） 高雄市殯葬管理處                                                                                         | 臺鐵鳳山站 TRA Fongshan Station                                                                             | - 經捷運凹子底站。 - 經海青工商（去程）、大榮高中、美術園區（中華藝校）、三民高中、鳳山商工、鳳山濱山街口（文山高中）。                                                                                                   |
| 紅３６ 裕誠幹線 Red 36 Yucheng Main Line                                         | 左營先勝路口 Zuoying Siansheng Rd. Intersection                  | 左營南站（去程） | 文藻外語大學 Wenzao Ursuline University of Languages                                                        | - 經捷運巨蛋站。 - 經海青工商（去程）、三民家商。 - 每日 17：00~23：30 不停靠三民家商、捷運巨蛋站（左營裕誠路）、富民路口； 改停靠鼓山文信路口、捷運巨蛋站（左營篤敬路口）、立文路。                                      |
| 紅５２ Red 52                                                                    | 臺鐵新左營站 TRA Xinzuoying Station                              | 臺鐵左營（舊城）車站 高雄市立美術館 高雄市立歷史博物館 哨船頭（鼓山輪渡站）［需步行跨越一號船渠景觀橋搭乘］                                                                    | 國立中山大學行政大樓 Administration Building, National Sun Yat-sen University                               | - 經捷運哈瑪星站。 - 經輕軌駁二蓬萊站、哈瑪星站。 - 經明誠中學。 |
| 紅５３ 梓官幹線－主線 Red53 - Cardinal 紅５３ 梓官幹線－副線 Red53 - Secondary   | 臺鐵新左營站 TRA Xinzuoying Station                              | 國軍高雄總醫院（左營分院） 梓官區公所 紅５３副線 | 梓官蚵仔寮漁港 Zihguan Keziliao Harbor                                                                      | - 主線：經捷運世運站，不經左營高中、援中國小。 - 副線：經左營高中，不經捷運世運站、援中國小。 |
| 紅５３ 梓官幹線－區間 Red53 - Interval                                           | 臺鐵新左營站 TRA Xinzuoying Station                              | 國軍高雄總醫院（左營分院） 大學西路口（國立高雄大學） | 高雄市立援中國民小學 Kaohsiung Municipal Yuanjhong Elementary School                                        | - 經左營高中，不經捷運世運站。 - 平常日 07:20、16:45 延駛中山高中。 |
| 紅5 6 科技幹線 Red 56 Technology Main Line                                       | 捷運楠梓科技園區站 Nanzih Technology Industrial Park Station     | － | 國立高雄大學 National University of Kaohsiung                                                               | - 經中山高中。 |
| 紅5 6 科技幹線－區間 Red 56 - Interval                                           | 捷運楠梓科技園區站 Nanzih Technology Industrial Park Station     | － | 藍田路口 Lantian Rd. Intersection                                                                           | - 區間直達車班，逢例假日、學校寒暑假期間停駛。 |
| 紅５８Ａ Red 58 A                                                                | 捷運都會公園站 MRT Metropolitan Park Station                     | 臺鐵楠梓站 楠梓區公所 國立高雄科技大學（第一東校區） 紅５８Ｂ 義大醫院 紅５８Ｂ                                                                                                | 國立高雄科技大學（第一西校區） National Kaohsiung University of Science and Technology （Diyi West Campus） | - 經楠梓高中。 |
| 紅５８Ｂ Red 58 B                                                                | 捷運都會公園站 MRT Metropolitan Park Station                     | 臺鐵楠梓站 楠梓區公所 國立高雄科技大學（第一東校區） 紅５８Ｂ 義大醫院 紅５８Ｂ                                                                                                | 燕巢區公所 Yanchao District Office                                                                          | - 經楠梓高中、工兵學校。 |
| 紅５８Ｃ Red 58 C                                                                | 捷運都會公園站 MRT Metropolitan Park Station                     | － | 高雄市立楠梓高級中學 Kaohsiung Municipal Nanzih Senior High School                                          | - 區間直達車班，逢例假日、學校寒暑假期間停駛。 |
| 紅６０Ａ Red 60 A 紅６０Ｂ Red 60 B                                              | 高鐵左營站 HSR Zuoying Station                                   | 仁武區公所 大社區公所 高雄少年及家事法院 | 加昌站 Jiachang Station                                                                                     | - 經捷運楠梓科技園區站、後勁站。 - 經仁武特殊教育學校、文武里（仁武高中）。 - A線：平常日：05:40／05:55 由加昌站發車；23:30 由高鐵左營站開至加昌站空車返回車場。 - B線：平常日：05:20 由加昌站發車。                      |
| 紅６１ Red 61                                                                    | 高鐵左營站 HSR Zuoying Station                                   | 高雄榮民總醫院 鳥松區公所 正修科技大學 | 高雄長庚紀念醫院 Kaohsiung Chang Gung Memorial Hospital                                                     | - 經新莊高中、文山高中。 - 全線電動低地板公車 |
| 圖示 紅５３副線 ：表示標示站點僅紅５３副線路線停靠，未標示站點為路線共同停靠站。 |                                                                  | | | |

### 停駛（整併）／移轉路線
| 路線編號                        | 起站                       | 經由 | 訖站                         | 備註                                                                          |
| ------------------------------- | -------------------------- | ---- | ---------------------------- | ----------------------------------------------------------------------------- |
| １６Ｃ 區間 16C Interval        | 捷運凹子底站               | －   | 三民河堤社區                 | - 行駛至 2016/03/31 止。                                                      |
| ９１                            | 金獅湖站                   | －   | 高雄市立歷史博物館           | - 自 2014/01/01 起，與 3 路整併。                                             |
| 紅２８ Red 28                   | 高雄市客家文物館           | －   | 汾陽路口                     | - 自 2022/09/01 起，將改由公車式小黃－皇冠大車隊服務。                        |
| 紅２８ 延駛 Red 28 Extend       | 察哈爾街口                 | －   | 汾陽路口                     | - 自 2022/09/01 起，將改由公車式小黃－皇冠大車隊服務。                        |
| 紅３０ Red 30                   | 澄清湖棒球場               | －   | 臺鐵高雄站                   | - 行駛至 2020/03/15 止，後續由漢程客運接駛。                                  |
| 紅３０ 區間 Red 30 Interval     | 捷運後驛站                 | －   | 國立高雄科技大學（建工校區） | - 行駛至 2020/03/15 止，後續由漢程客運接駛。                                  |
| 紅３２ Red 32 紅３２Ｂ Red 32 B | 捷運凹子底站               | －   | 高雄市立鼓山高級中學         | - 紅３２行駛至 2024/06/30 止； - Ｂ線行駛至 2022/05/31 止。                   |
| 紅３２Ｃ Red 32 C               | 捷運凹子底站               | －   | 大順民族路口（悅誠廣場）     | - 試辦至 2019/12/04 止。                                                      |
| 紅５０ Red 50                   | 捷運生態園區站（博愛公園） |      | 榮總側門（高雄榮民總醫院）   | - 自 2022/09/01 起，將改由公車式小黃－皇冠大車隊服務。                        |
| 紅５１Ａ Red 51 A               | 臺鐵新左營站               | －   | 蓮池潭                       | - 自 2022/05/23 起，與 301 路整併，部分班次將改由公車式小黃－皇冠大車隊服務。 |
| 紅５１Ｂ Red 51 B               | 臺鐵新左營站               | －   | 捷運生態園區站               | - 由公車式小黃－皇冠大車隊服務。                                              |
| 紅５１Ｃ Red 51 C               | 臺鐵新左營站               | －   | 高雄物產館                   | - 自 2017/11/13起，將改由公車式小黃－皇冠大車隊服務。                         |
| 紅５５ Red 55                   | 臺鐵新左營站               | －   | 高雄市立援中國民小學         | - 自 2019/09/01 起，與梓官幹線－區間整併。                                    |
| 紅５８Ｄ Red 58 D               | 捷運都會公園站             | －   | 國喬石油化學股份有限公司     | - 試辦至 2014/08/31 止。                                                      |

## 可使用之電子票證
- 一卡通（一卡通公司發行之電子票證智慧卡）
- 悠遊卡（悠遊卡公司發行之電子票證智慧卡）
- icash 2.0 （愛金卡公司 （页面存档备份，存于）發行之電子票證）

## 付費方式及費用
- 投幣
  - 全票：12元、半票：6元(一段)
- 電子票證
  - 一卡通：普卡：12元、學生卡10元、敬老卡／博愛卡／仁愛卡：免費。(8公里/段)
  - 悠遊卡：普卡／學生卡：12元、優待票：6元(8公里/段)
  - 106年1月1日起里程段次計費，當日收費上限為兩段票。
  - 113年1月1日起廢止兩段票上限，當日收費無上限。

## 圖片集

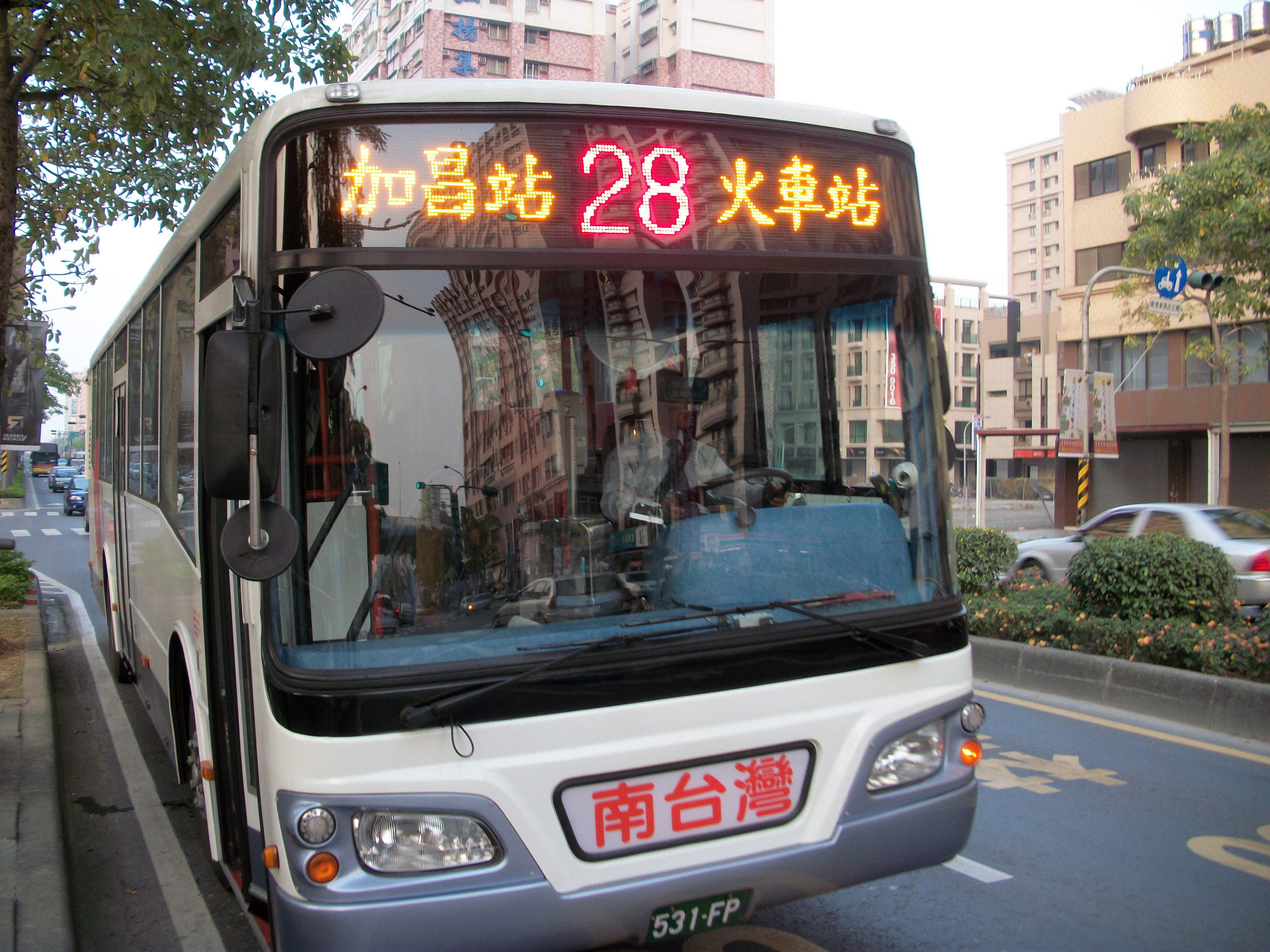
南台灣客運高雄市公車28路
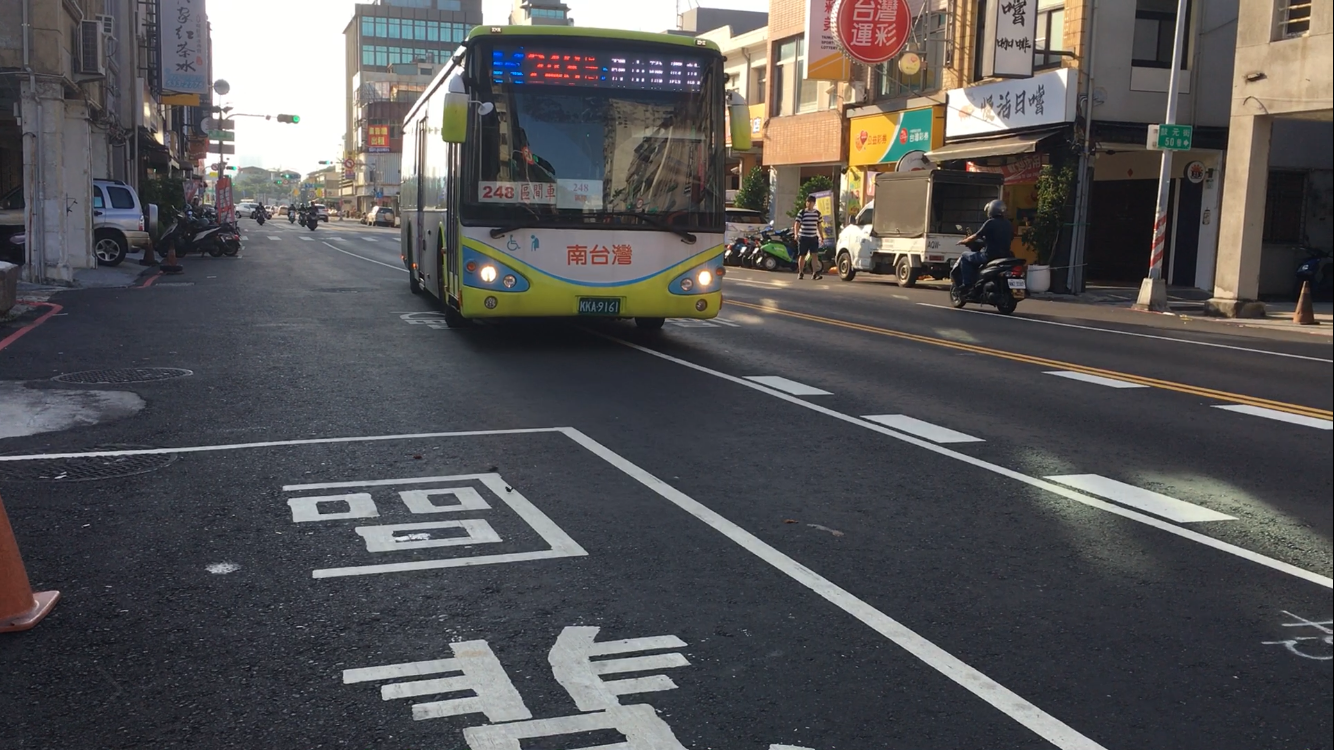
南台灣客運高雄市公車248路

## 外部連結
- 南台灣客運的Facebook專頁
- 南台灣客運股份有限公司資訊網（页面存档备份，存于）
- e-go 南台灣客運公司(台灣租車旅遊集團投資)-高雄捷運接駁